# أرنالدو كوهن
أرنالدو كوهن (بالبرتغالية: Arnaldo Cohen‏) هو عازف بيانو برازيلي، ولد في 22 أبريل 1948 في ريو دي جانيرو في البرازيل.

## وصلات خارجية
- الموقع الرسمي
- أرنالدو كوهن على موقع ميوزك برينز (الإنجليزية)